# تل سرخ (مرودشت)
تل سرخ یک روستا در ایران است که در دهستان رامجرد دو شهرستان مرودشت واقع شده‌است. تل سرخ ۴۴۱ نفر جمعیت دارد.
تل سرخ یکی از روستاهای منطقه کامفیروز در شهرستان مرودشت، استان فارس، ایران بود. این روستا در دهستان رامجرد بخش درودزن واقع شده بود. تا سال ۱۳۵۰ شمسی (۱۹۷۱-۱۹۷۲ میلادی) حدود ۵۰–۶۰ خانواده (حدود ۴۴۰ نفر) در آن ساکن بودند (طبق گفته محمدی، قاسمی… ). 
ساکنان عمدتاً لر زبان و کشاورزانی بودند که برنج مرغوب کامفیروزی را کشت می‌کردند.
- تل سرخ نخستین روستا در بلوک کامفیروز بود و در مسیر کامفیروز–شیراز قرار داشت.
- با ساخت سد درودزن (که به سد داریوش نیز معروف است) در سال‌های ۱۳۴۹–۱۳۵۰، روستاهای بالادست سد از جمله تل سرخ کاملاً زیر آب رفتند.
- در این حین، زمین‌ها، مزارع، باغات، دام‌ها و اموالشان زیر آب سد باقی ماند.
- برخی از ساکنان پس از دریافت کمک، به طور موقت به روستای رامجرد منتقل شدند و سپس روستای جدیدی نزدیک زراره ساختند و نام «تل سرخ» را حفظ کردند.
- با این حال، ساکنان اصلی و بزرگان، از جمله فرج‌الله محمدی تل‌سرخی، رحمت‌الله محمدی تل‌سرخی ،منوچهر قاسمی ، حاج قربانعلی قاسمی و فرزندانشان که به شیراز نقل مکان کردند.
- آثار و نام‌های زمین‌های سابق مانند گرپاج ، عادل‌آباد، قلعه نو، پالنگری و حسین‌آباد هنوز در نزدیکی ساحل دریاچه سد باقی‌مانده‌اند.

نقش فرهنگی و زمین‌شناختی
- تل سرخ یکی از ۴۶ آبادی کامفیروز بود و به سنت‌های قالی‌بافی و گلیم‌بافی مشهور بود.
- جابجایی و تغییر مکان همزمان با پروژه سد درودزن و سیاست‌های دولت آن زمان بود. بخشی از زمین‌های کشاورزی خریداری و به بستر دریاچه سد تبدیل شد و مبلغ ناچیزی به مالکان پرداخت شد، در حالی که دولت حق تصرف ۵۰ ساله زمین‌ها را داشت.
- حدود ۲۰ سال پیش، زمین‌های سابق تل سرخ که پیش‌تر زیر آب رفته بودند، با پایین آمدن سطح آب دوباره از آب بیرون آمدند. برخی از مالکان اصلی، از جمله خانواده محمدی تل‌سرخی، بازگشتند و مجدداً به کشاورزی، عمدتاً کشت برنج، ادامه دادند. اگرچه زمین‌ها به صورت رسمی تحت مالکیت سازمان دولتی بود، کشاورزان بر اساس مجوزهای بهره‌برداری و دفترچه‌های کشاورزی به فعالیت خود ادامه دادند.
- در ۲۸ تیر ۱۴۰۴ (۱۸ ژوئیه ۲۰۲۵)، پس از اعلام دستگاه‌های دولتی مبنی بر «کشت در بستر رودخانه»، عملیات تخریب گسترده‌ای در زمین‌های کشاورزی تل سرخ و گرباج انجام شد.
- زمین‌های سبز زیر کشت توسط مامورین شخم زده شدند، چاه‌های آب پر شد و تجهیزات کشاورزی مانند پمپ‌ها و تلمبه‌ها تخریب شدند. این اقدام به گفته منابع محلی گزینشی بود، زیرا بیش از ۱۲۰۰ هکتار زمین مشابه در مناطق بالادست بدون مداخله باقی مانده بود.
- این حادثه واکنش کشاورزان و ساکنان محلی را به همراه داشت که آن را تبعیض‌آمیز دانسته و یادآور تجربه قبلی از دست دادن زمین‌هایشان در زمان ساخت سد می‌دانستند